# Kolomba
A Kolomba olasz eredetű női név, jelentése: galamb.

## Rokon nevek
- Kolombina:[1] a Kolomba továbbképzése.[2]

## Gyakorisága
Az 1990-es években a Kolomba és a Kolombina szórványos név, a 2000-es években nem szerepel a 100 leggyakoribb női név között.

## Névnapok
Kolomba
- május 20.
- szeptember 17.

Kolombina
- május 20.
- október 21.